# 通蔵主
通蔵主（つうぞうす、永享元年（1429年）? - 嘉吉3年10月4日（1443年10月26日））は、室町時代の皇族。後醍醐流護聖院宮家の第3代当主。嘉吉3年9月23日に起きた禁闕の変では弟の金蔵主とともに中心的役割を果たした。

## 生涯
出自についてはよくわかっておらず、後亀山天皇の皇子とも護聖院宮世明王の王子ともいわれる。これについて『明治天皇紀』の編纂にも携わった本多辰次郎は後亀山天皇の皇子とした場合、禁闕の変当時は40歳前後だった計算となるものの、「禅家で蔵主の職といふものは、普通雛僧が務むる役で、盛年壮年の者が務むる事は稀である」として変当時の年齢を14、5歳だったと推定し、護聖院宮の王子とする説を採っている。また生年については『満済准后日記』永享5年6月26日の条として「南方護聖院宮遺跡当年五歳歟」とあり、ここから逆算すると永享元年（1429年）の生まれとなる。
そんな通蔵主が歴史で大きくクローズアップされることになるのが嘉吉3年（1443年）9月23日夜に起きた禁闕の変である。そもそも護聖院宮をめぐっては、永享5年の若宮への継承の際、足利義教から護聖院宮の近臣である阿野実治に対して、護聖院宮を臣籍降下させる件についての下問があったものの、実治は護聖院宮が後亀山法皇や小倉宮とは違って反幕行為のないことを理由に受け入れ難いと返答している。ところが、翌年、義教は「南方御一流、断絶さるべし」と南朝根絶の方針を打ち出し、若宮も8月には相国寺喝食として入室させられた（『看聞日記』永享6年8月20日条では護聖院宮の「両人」が「喝食」にされたとしており、本多はその兄宮が通蔵主、弟宮が金蔵主としている）。そのうえ、宮家の遺跡は相続を禁じられて没収となり、ここに護聖院宮家は断絶するに至った。この方針転換のきっかけとして、世明王が卒したこともあろうが、より直接的には、鎌倉公方の反幕行為や大和永享の乱などの頻発する騒乱を背景に、反乱軍のシンボルとなり得る南朝皇胤の存在を幕府が危惧したことにあると思われる。
こうして幕府との良好な関係に努めていた護聖院宮も、上から一方的に取り潰されては、反幕姿勢に転じざるを得なかった。そして、幼将軍義勝亡き後の嘉吉3年（1443年）9月23日、源尊秀・日野有光ら後南朝勢は金蔵主を王に奉じて内裏に乱入し、剣璽を奪取して比叡山に立て籠った。これが世に言う禁闕の変である。変の参加人員は200〜300人とされ、甲冑で完全装備した武者もいれば、兵具を身に着けていない者もいる雑多な衆だった。ただし、事は相当に計画的で、後南朝軍は事前に室町幕府の御殿である室町殿を襲撃するという噂を流していた。ところがそれは室町殿に足利軍を引きつける計略であり、23日夜、警備が手薄になった土御門東洞院殿を襲撃。後南朝軍のうち30〜40人が清涼殿に押し入って火を付け、公家の甘露寺親長・四辻季春らが果敢にも太刀を取って応戦したが、武士には敵わず、宝剣と神璽は奪い去られた。後花園天皇は運良く近衛第（左大臣近衛房嗣邸宅）に避難することができた。後南朝軍はその後、比叡山に逃れ、東塔根本中堂と西塔釈迦堂に立て篭もった。山門に登ったのは、「元弘の吉例」（『十津河之記』）、つまり後醍醐天皇の先例を模したものだとされる。
しかし、同24日、後花園天皇から凶徒追討の綸旨（追討令）が出ると、比叡山は室町幕府に付くことを決め、管領畠山持国が派遣した幕府軍や、後南朝への協力を拒んだ山徒によって、後南朝軍は25日の夕刻から26日の明け方にかけて鎮圧された。一味のうち金蔵主と日野有光はこの戦闘で討たれた。
一方、生け捕られた通蔵主は死刑を免ぜられ、四国へ流罪とされたが、『東寺執行日記』によれば、10月4日、道中の摂津太田で「原林」なるものに暗殺された（暗殺という形式をとった事実上の死刑）。享年15歳。